# Gévezé
 Gévezé  es una población y comuna francesa, situada en la región de Bretaña, departamento de Ille y Vilaine, en el distrito de Rennes y cantón de Rennes-Nord-Ouest.

## Demografía
| 1343 | 1327 | 1650 | 1983 | 2434 | 2759 |
| Para los censos de 1962 a 1999 la población legal corresponde a la población sin duplicidades (Fuente: INSEE [Consultar]) |      |      |      |      |      |